# Lynn Cohen
Lynn Cohen (ur. 10 sierpnia 1933 w Kansas City, zm. 14 lutego 2020 w Nowym Jorku) – amerykańska aktorka. Najbardziej znana z serialu Seks w wielkim mieście oraz z filmów Igrzyska śmierci: W pierścieniu ognia i Magik z Nowego Jorku. 

## Biografia
Cohen urodziła się jako Lynn Harriette Kay w Kansas City, w stanie Missouri, w rodzinie o korzeniach żydowskich. Karierę rozpoczęła od występów w produkcjach Off-Broadwayowskich od 1970 roku, otrzymując nominacje do nagrody Drama League Award i Lucille Lortel Awards.
Pierwszą znaczącą rolą Cohen była rola w komedii z 1993 roku Tajemnica morderstwa na Manhattanie. Od 1993 do 2006 roku grała Elizabeth Mizener w serialu dramatycznym NBC Prawo i porządek, występując łącznie w 12 odcinkach. Wystąpiła także gościnnie w NYPD Blue, Law & Order: Special Victims Unit, Law & Order: Criminal Intent.
W latach 2000–2004 Cohen grała drugoplanową rolę Magdy w serialu komediowym HBO Seks w wielkim mieście. Powtórzyła swoją rolę w filmie z 2008 roku o tej samej nazwie, a także w kontynuacji z 2010 roku. Cohen pojawiła się także w filmach Monachium (2005), w którym grała Goldę Meir, Wania na 42 ulicy, Magik z Nowego Jorku, Synekdocha, Nowy Jork, Eagle Eye i Igrzyska śmierci: W pierścieniu ognia.
Według jej menedżera Josha Pultza, Cohen zmarła 14 lutego 2020 roku w wieku 86 lat w Nowym Jorku. Przyczyna śmierci jest ustalana.